# Costa Brava
De Costa Brava (Catalaans voor Ruige, wilde kust) is een 200 kilometer lange kuststrook van de Middellandse Zee in Catalonië, (provincie Girona) in het noordoosten van Spanje die begint bij Portbou aan de Franse grens en loopt tot Blanes waar hij over gaat in de Costa del Maresme. 

## Oorsprong van de naam

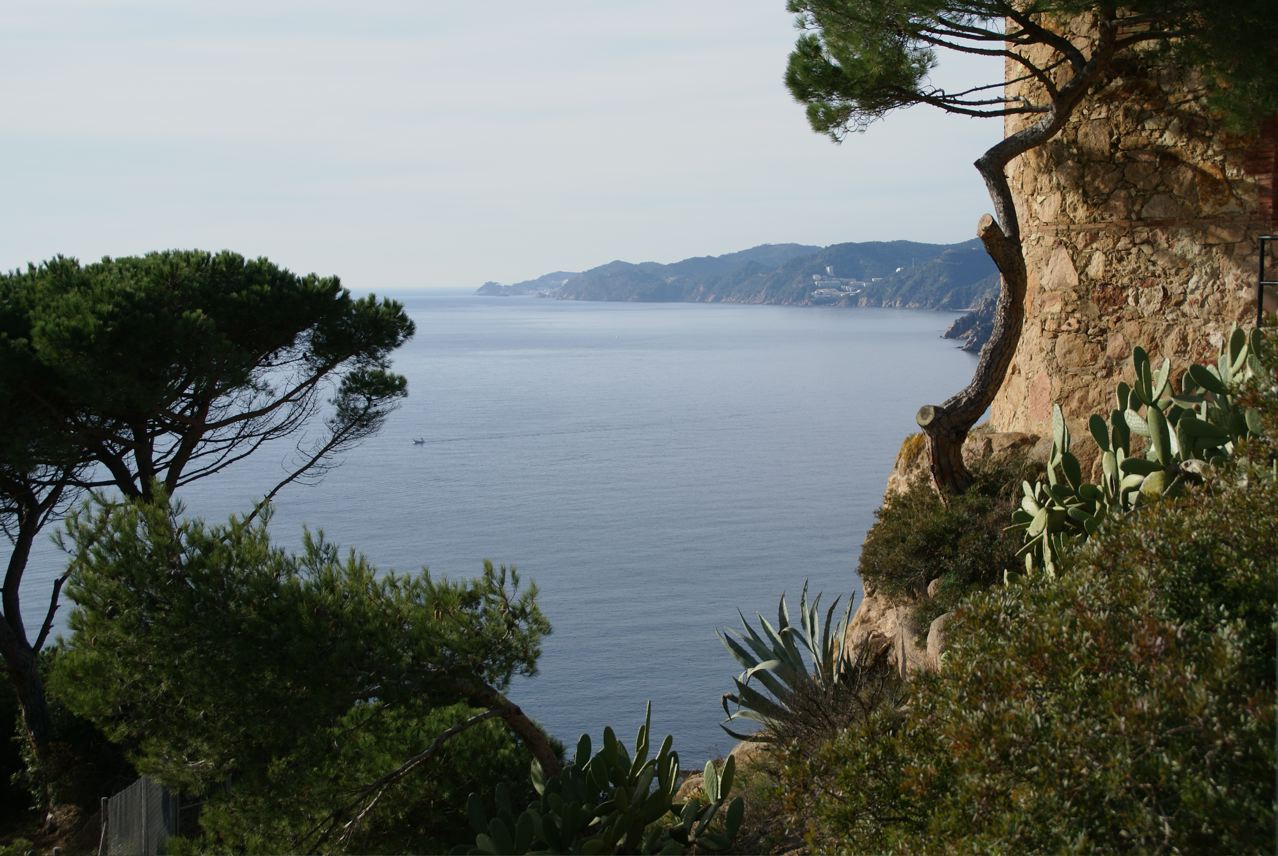
De “wilde” kust gezien van het Ermitatge de Sant Elm

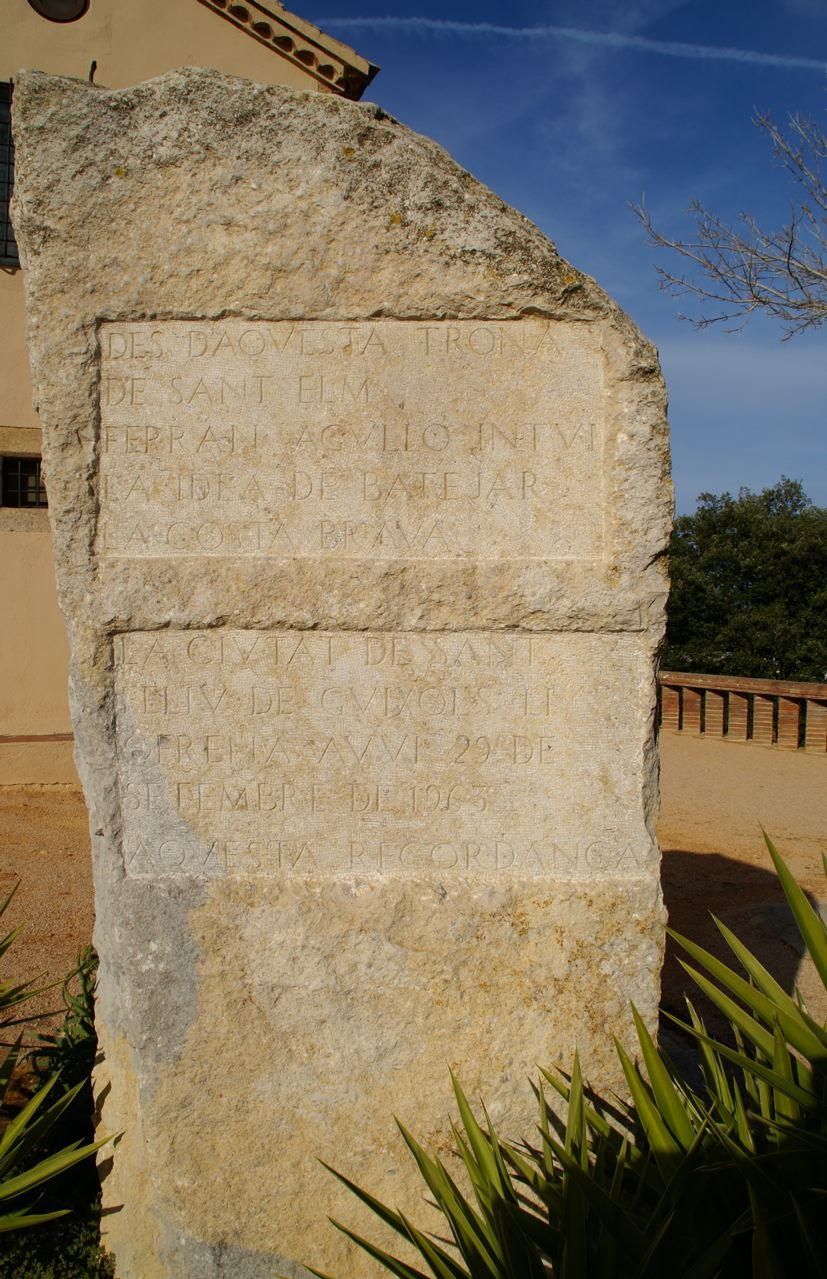
Gedenkstreen bij het Ermitatge de Sant Elm met de tekst:
«Des d'aquesta trona
de Sant-Elm
Ferran Agulló intuí
la idea de batejar
la Costa Brava»
Vertaling:
Op deze vooruitgestoken rots kwam Ferran Agullò op het idee van de naam “Costa Brava”

De term Costa Brava vindt men voor de eerste keer terug in de Catalaanse krant La Veu de Catalunya op 12 september 1908 in een artikel van de schrijver en dichter Ferran Agulló. Hij beschrijft daarmee het ruige, toen nog onherbergzame, karakter van de kust met zijn vele onregelmatige rotsen en baaien. Op 29 september 1963, heeft het stadsbestuur van Sant Feliu de Guíxols op de kaap van het Ermitatge de Sant Elm een gedenksteen opgericht, precies op de plaats waar Ferran Agulló de inspiratie voor de naam van de kust gevonden zou hebben, al wordt de authenticiteit van deze anekdote betwist.

## Klimaat
Er heerst een mediterraan klimaat. De streek wordt soms geplaagd door de tramontana, een felle, koude noordenwind die vooral in de winter ijzige lucht aanvoert in een wolkenloze stralend blauwe hemel.

## Kustmorfologie
De kust is woest en wild door de vele rotsformaties die soms tot in zee uitlopen, dit zijn uitlopers van de Pyreneeën. Langs de 200 kilometer lange, rotsige kust zijn er vele baaien. 

Brede zandstranden zijn zeldzaam. Eigenlijk zijn de enige twee de stranden in de enorme Golf van Roses en in de Golf van Pals. 
Maar juist aan de kleine, door pijnbomen omgeven baaien ontleent de streek zijn uitstraling. De stranden bestaan meestal uit grof zand, fijn grind of kiezels. Het water is er vaak buitengewoon helder, wat overigens geen garantie is voor 'zuiver' water.

## Badplaatsen

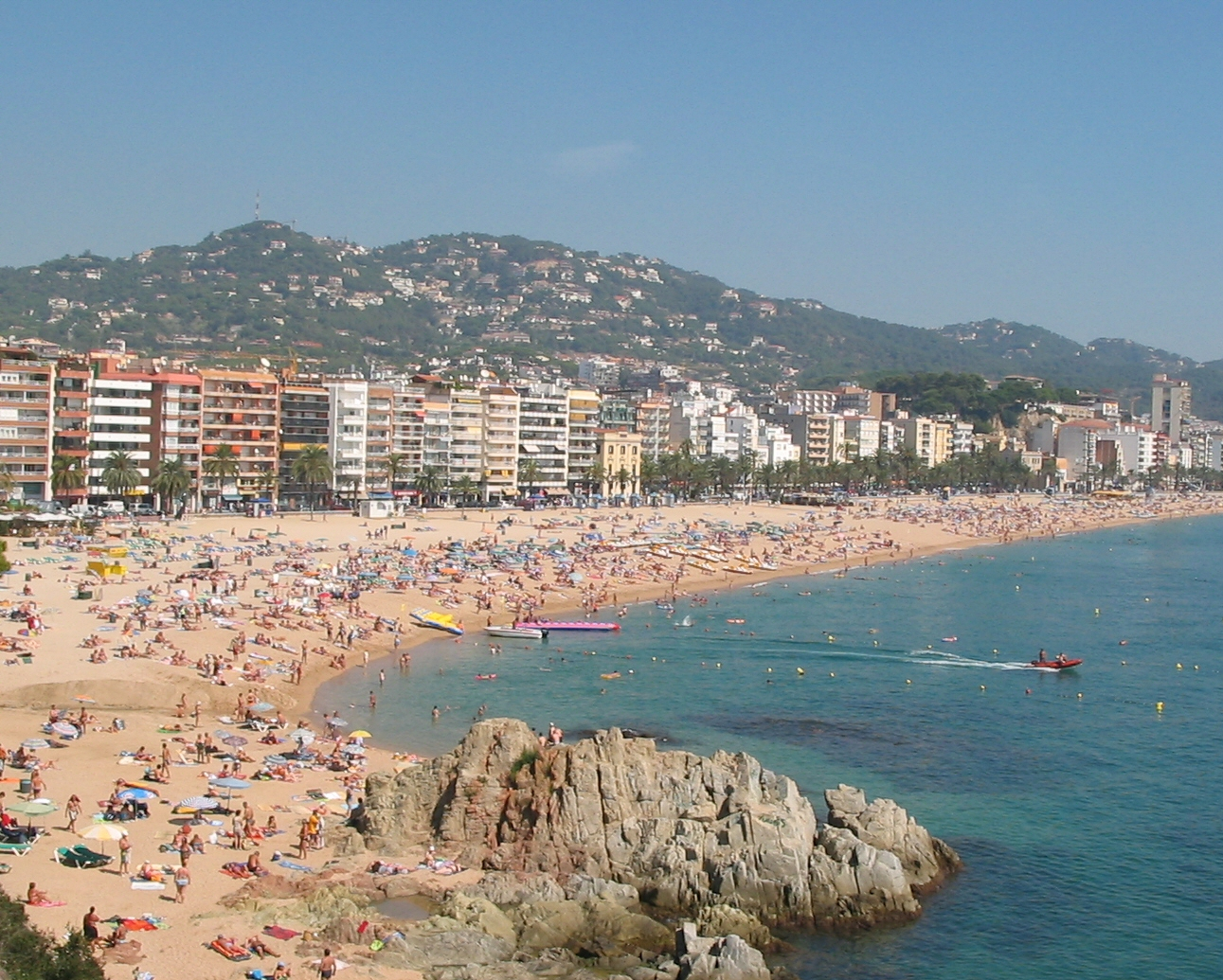
Lloret de Mar, een typisch beeld van het massatoerisme aan de Costa Brava

- Blanes
- Calonge
- Castell-Platja d'Aro
- L'Estartit
- L'Escala
- Sant Pere Pescador
- Llançà
- Lloret de Mar
- Palamós
- Roses

- Sant Feliu de Guíxols
- Tossa de Mar